# Блок инициализации
Блок инициализации (initialization block) — понятие в объектно-ориентированном программировании, в основном известное из языка Java, которое представляет собой последовательность команд, выполняемых при создании (загрузке) классов и объектов. Разработано, чтобы значительно увеличить мощность конструктора. Существуют два типа: статический блок инициализации, обычно называемый для краткости статический блок (static block), и динамический блок инициализации (instance block).

## Мотивация
При создании объекта выполняются различные команды, указанные в конструкторе. Иногда возникает необходимость расширения возможностей синтаксиса. Как правило, динамический блок существует только для удобства — он может быть легко заменен путем добавления функции загрузки и ее вызова из каждого конструктора. Однако статический блок в значительной степени увеличивает функциональность программы и поэтому используется намного чаще.

## Статический блок инициализации
Статический блок — это, в сущности, конструктор для всего класса. Его синтаксис:
```
...

static
 
{

	
// Static block code

}

...

```

Он ставится между определениями полей и функциями класса. Команды будут выполняться в одном из двух случаев, том, который наступит раньше:
1. При создании первого объекта класса в процессе работы программы, перед запуском конструктора.
2. При первом вызове статической функции, перед выполнением.

То есть код выполняется при первой загрузке класса. В предлагаемом примере нужно создать класс, моделирующий автомобили, произведённые конкретной компанией, и сопровождающий их в целях отслеживания остальной части их существования, включая ситуацию в данный момент времени, владельцев, историю ремонта и т. д. Каждый объект — это автомобиль, а в классе есть статическое поле, которое содержит базу данных всех автомобилей. Основано на структуре map, когда ключ — это модель автомобиля, а содержание — группа автомобилей этой модели. Следующий код демонстрирует использование статического блока инициализации:
```
public
 
class
 
Car
 
{

	
static
 
Map
<
String
,
 
Set
<
Car
>>
 
catalog
;

	
static
 
{

		
catalog
 
=
 
new
 
HashMap
<
String
,
 
Set
<
Car
>>
();

		
catalog
.
put
(
"model105"
,
 
new
 
HashSet
<
Car
>
());

		
catalog
.
put
(
"model125"
,
 
new
 
HashSet
<
Car
>
());

		
catalog
.
put
(
"model140"
,
 
new
 
HashSet
<
Car
>
());

		
catalog
.
put
(
"model201"
,
 
new
 
HashSet
<
Car
>
());

	
}

	
public
 
Car
 
(
String
 
model
)
 
{

		
catalog
.
get
(
model
).
add
(
this
);

		
// ...

	
}

	
// ...

}

```

Строку 4 можно легко присоединить к строке 2, без необходимости в статическом блоке. Однако строки 5—8 показывают потребность в нём — возможность выполнять сложные команды на уровне класса, которые на уровне объекта появились бы в конструкторе.

## Динамический блок инициализации
Динамический блок представляет собой дополнение к конструктору. Его синтаксис:
```
...

{

	
// Instance block code

}

...

```

Он ставится между определениями полей и функциями класса. Команды будут выполняться при создании объекта. Динамический блок — это добавка для упрощения написания конструктора, и он не приносит дополнительной функциональности. Он позволяет сэкономить создание функции запуска и добавление её вызова из всех конструкторов. Например, фрагмент кода:
```
public
 
class
 
Car
 
{

	
static
 
int
 
count
 
=
 
0
;

	
public
 
Car
 
(
String
 
model
)
 
{

		
init
();

		
// ...

	
}

	
public
 
Car
 
(
String
 
model
,
 
Double
 
price
)
 
{

		
init
();

		
// ...

	
}

	
private
 
void
 
init
()
 
{

		
count
++
;

		
System
.
out
.
println
(
"Hello everyone, we have "
 
+
 
count
 
+
 
" cars now!"
);

	
}

	
// ...

}

```

равнозначен коду:
```
public
 
class
 
Car
 
{

	
static
 
int
 
count
 
=
 
0
;

	
public
 
Car
 
(
String
 
model
)
 
{

		
// ...

	
}

	
public
 
Car
 
(
String
 
model
,
 
Double
 
price
)
 
{

		
// ...

	
}

	
{

		
count
++
;

		
System
.
out
.
println
(
"Hello everyone, we have "
 
+
 
count
 
+
 
" cars now!"
);

	
}

	
// ...

}

```

## Порядок выполнения загрузки
При разработке языка Java был установлен постоянный порядок действий при загрузке. Во время загрузки класса порядок выглядит следующим образом:
1. Определения статических полей родительских классов.
2. Инициализация статических полей и выполнение статических блоков родительских классов.
3. Определения статических полей класса.
4. Инициализация статических полей и выполнение статических блоков класса.

Затем, при создании объекта, порядок выглядит следующим образом:
1. Определения полей объекта из родительских классов.
2. Инициализация полей и выполнение динамических блоков из родительских классов.
3. Выполнение конструкторов из родительских классов.
4. Определения полей объекта из его класса.
5. Инициализация полей и выполнение динамических блоков из его класса.
6. Выполнение конструктора из его класса.

Когда существует цепочка предков, все действия выполняются сначала для самого дальнего предка (класс Object), а затем вниз по цепочке в том же порядке до текущего класса.
При наличии более чем одного типа в одном и том же разделе выше, действия выполняются в порядке появления в программе. Например, следующий код:
```
public
 
class
 
T
 
{

	
static
 
int
 
i
 
=
 
5
;

	
static
 
{

		
i
 
=
 
10
;

	
}

	
static
 
{

		
i
 
=
 
i
 
*
 
3
;

	
}

}

```

присваивает в каждом объекте переменной i значение 30. Но код:
```
public
 
class
 
T
 
{

	
static
 
{

		
i
 
=
 
10
;

	
}

	
static
 
int
 
i
 
=
 
5
;

	
static
 
{

		
i
 
=
 
i
 
*
 
3
;

	
}

}

```

присваивает значение 15. То есть, вначале создается поле, а потом все действия выполняются в порядке, указанном в программе — первый блок, затем инициализация поля, затем второй блок.

## Возможные проблемы

### Использование переменной до её определения
Вопреки тому, что можно ожидать, следующий код:
```
public
 
class
 
T
 
{

	
static
 
{

		
i
 
=
 
5
;

		
i
 
=
 
i
 
+
 
1
;

	
}

	
static
 
int
 
i
 
=
 
5
;

}

```

не пройдёт компиляцию в строке 4 на том основании, что правая переменная i была использована, прежде чем она была определена, несмотря на то что строка 3 пройдёт компиляцию и выполнится без проблем, несмотря на то что левая i в строке 4 не вызывает ошибку, и несмотря на то что во время работы при достижении начала строки 4 переменная была определена и получила значение. Это происходит потому, что размещение переменных (например, в строке 3) проверяется по списку переменных, определённых на данный момент в процессе выполнения программы, включая все статические поля, а использование такой переменной проверяется по местоположению определения.

### Локальная статическая переменная
Вопреки тому, что можно ожидать, следующий код:
```
public
 
class
 
T
 
{

	
static
 
{

		
int
 
i
 
=
 
10
;

	
}

	
public
 
static
 
void
 
main
(
String
[]
 
args
)
 
{

		
System
.
out
.
println
(
i
);

	
}

}

```

не пройдёт компиляцию в строке 6 на том основании, что переменная не определена, потому что определение переменной в статическом блоке не создает статическую переменную, а только локальную переменную в этом блоке. То есть код
static {int i = 10;}
не равнозначен коду
static int i = 10;.